# 9775 Джоферґюсен
9775 Джоферґюсен (9775 Joeferguson) — астероїд головного поясу, відкритий 19 липня 1993 року.
Тіссеранів параметр щодо Юпітера — 3,391.